# Margites
Margites (en grec antic Μαργίτης) era el protagonista d'un poema còmic èpic, obra que la majoria d'autors antics consideraven escrita per Homer.
Els habitants de Colofó, ciutat on segurament es va escriure l'obra Margites creien que Margites era originari d'aquesta ciutat i pensaven que també era el lloc de naixement d'Homer. Plató i Aristòtil acceptaven que Margites era una obra d'Homer. Cal·límac de Cirene apreciava el poema i l'heroi Margites, ja en temps de Demòstenes, s'havia convertit en proverbial per la seva estupidesa.
Suides no considera el poema una obra d'Homer i l'atribueix al cari Pigres, germà de la reina Artemísia I, autor també de la Batracomiomàquia. El poema estava escrit en hexàmetres barrejats, sense cap ordre, amb tetràmetres iàmbics. L'obra s'ha perdut però sembla que va tenir una gran popularitat.
L'època en què es va escriure l'obra és incerta, però segurament quan va florir la poesia èpica a Colofó, cap a l'any 700 aC. Tot i això és possible que Pigres hagués retocat el poema i hi hagués introduït els tetràmetres per donar-li un toc més còmic.
El personatge era molt còmic i ridícul, i se'l presentava com una persona presumida però ignorant, que sempre mostrava la seva ignorància: els déus no l'havien fet apte ni per cavar ni per llaurar, ni per cap altre ofici normal. Els seus pares eren molt rics, i el poeta, sens dubte, pretenia representar algun personatge ridícul de Colofó. Sembla que l'obra no era ni una paròdia ni una sàtira, i l’autor amb un humor ingenu descrivia les bogeries i els absurds de Margites sota un aspecte molt ridícul i sense cap altre objectiu que provocar el riure.
Plató va escriure sobre Margites:
| « | Sabia moltes coses però totes les sabia malament | » |